# 頭孔棒電鰻
頭孔棒電鰻，為輻鰭魚綱電鰻目線鰭電鰻科的其中一種，為熱帶淡水魚，分布於南美洲奧里諾科河及亞馬遜河流域，體長可達31公分，棲息在底中層水域，生活習性不明。

## 扩展阅读
維基物種上的相關：頭孔棒電鰻